# Archivo Parroquial de Cuéllar

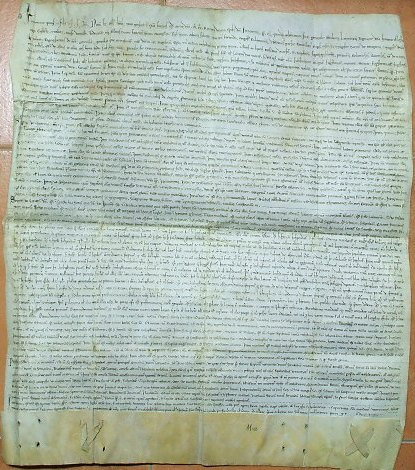
Documento fechado en el año 1215 referente a los Encierros de Cuéllar, custodiado en el archivo.

El Archivo Parroquial de Cuéllar es un archivo de documentos de titularidad eclesiástica, con sede en la Casa Parroquial de la villa segoviana de Cuéllar (Castilla y León).

## Fondos
El archivo almacena la documentación histórica generada por el cabildo eclesiástico de Cuéllar y sus diferentes parroquias, y es propiedad de la Diócesis de Segovia. 
Sus fondos documentales cronológicamente abarcan desde el siglo XII hasta el siglo XXI, y se distribuyen en varias secciones diferentes, entre las que se encuentra el fondo de documentación medieval, los registros sacramentales o las actas del cabildo desde el siglo XIV. Dentro de los documentos que conserva destaca la sentencia dictaminada por el obispo don Geraldo en el año 1215, que constituye la prueba documental más antigua sobre los Encierros de Cuéllar, que permite sean considerados los más antiguos del país.
Se trata de un archivo vivo, por lo que en la actualidad sus fondos documentales siguen creciendo, y la documentación por tanto comprende hasta la actualidad. Para acceder al archivo se debe pedir cita a la Parroquia de Cuéllar, quien se encarga de gestionarlo en nombre de la diócesis.